# Lista odcinków serialu Breaking Bad
Breaking Bad – amerykański serial telewizyjny produkowany dla stacji AMC, który zadebiutował na antenie 20 stycznia 2008. Jego głównym bohaterem jest Walter White (Bryan Cranston), pięćdziesięcioletni nauczycielu chemii w szkole średniej w Albuquerque. Kiedy u niego zostaje zdiagnozowany rak płuc, by zabezpieczyć finansowo swoją rodzinę (Anna Gunn, RJ Mitte), White postanawia wykorzystać swoją wiedzę i umiejętności i zacząć produkować krystaliczną metamfetaminę wraz ze swoim byłym uczniem, Jessem Pinkmanem (Aaron Paul).

## Przegląd sezonów
| Sezon | Sezon      | Odcinki | Odcinki | Pierwsza emisja  | Pierwsza emisja     | Pierwsza emisja      | Pierwsza emisja  | Wydanie DVD       | Wydanie DVD       | Wydanie DVD       | Wydanie Blu-ray   | Wydanie Blu-ray   |
| Sezon | Sezon      | Odcinki | Odcinki | Premiera sezonu  | Finał sezonu        | Premiera sezonu      | Finał sezonu     | Region 1          | Region 2          | Region 4          | Region A          | Region B          |
| ----- | ---------- | ------- | ------- | ---------------- | ------------------- | -------------------- | ---------------- | ----------------- | ----------------- | ----------------- | ----------------- | ----------------- |
|       | 1          | 7       | 7       | 20 stycznia 2008 | 9 marca 2008        | 22 marca 2011        | 3 maja 2011      | 24 lutego 2009    | 14 grudnia 2009   | 8 lipca 2009      | 16 marca 2010     | 2 listopada 2011  |
|       | 2          | 13      | 13      | 8 marca 2009     | 31 maja 2009        | 10 maja 2011         | 2 sierpnia 2011  | 16 marca 2010     | 26 lipca 2010     | 8 lutego 2010     | 16 marca 2010     | 2 listopada 2011  |
|       | 3          | 13      | 13      | 21 marca 2010    | 13 czerwca 2010     | 9 sierpnia 2011      | 1 listopada 2011 | 7 czerwca 2011    | 19 maja 2011      | 24 listopada 2010 | 7 czerwca 2011    | 2 listopada 2011  |
|       | 4          | 13      | 13      | 17 lipca 2011    | 9 października 2011 | 7 lutego 2012        | 1 maja 2012      | 5 czerwca 2012    | 22 marca 2012     | 28 marca 2012     | 5 czerwca 2012    | 13 czerwca 2012   |
|       | 5 (cz. I)  | 16      | 8       | 15 lipca 2012    | 2 września 2012     | 11 grudnia 2012      | 5 lutego 2013    | 4 czerwca 2013    | 3 czerwca 2013    | 6 czerwca 2013    | 4 czerwca 2013    | 3 czerwca 2013    |
|       | 5 (cz. II) | 16      | 8       | 11 sierpnia 2013 | 29 września 2013    | 30 października 2013 | 18 grudnia 2013  | 26 listopada 2013 | 25 listopada 2013 | 28 listopada 2013 | 26 listopada 2013 | 25 listopada 2013 |

## Lista odcinków

### Sezon 1 (2008)
| № | # | Tytuł                       | Polski tytuł         | Reżyseria      | Scenariusz     | Premiera (AMC)   | Premiera w Polsce (Fox) |
| --- | - | --------------------------- | -------------------- | -------------- | -------------- | ---------------- | ----------------------- |
| 1 | 1 | Pilot                       | Pilot                | Vince Gilligan | Vince Gilligan | 20 stycznia 2008 | 22 marca 2011           |
| Walter White, nauczyciel chemii w szkole średniej dowiaduje się, że cierpi na nieoperacyjnego raka płuc. Lekarze przewidują, że przed nim nie więcej niż dwa lata życia. Mężczyzna, aby zabezpieczyć rodzinę finansowo po swej śmierci, decyduje się wykorzystać czas na produkcję i handel narkotykami. Nauczyciel nawiązuje kontakt ze swoim byłym uczniem. Mężczyźni umawiają się na pierwsze spotkanie „biznesowe”.         |   |                             |                      |                |                |                  |                         |
| 2 | 2 | Cat's in the Bag…           | Ptaszek w klatce     | Adam Bernstein | Vince Gilligan | 27 stycznia 2008 | 29 marca 2011           |
| Po nieudanym przedsięwzięciu na pustyni, Walt i Jesse muszą uporządkować bałagan pozostający w wozie campingowym. Mężczyźni odkrywają, że Krazy-8, jeden z napastników, jeszcze oddycha. Tymczasem Skyler, żona Waltera, zaczyna podejrzewać, że mężczyźni są zamieszani w jakieś tajemnicze wydarzenia. Ich dziwne zachowanie wzmaga jej ciekawość. Walt stara się uspokoić żonę, mówiąc jej, że Jesse sprzedaje mu marihuanę. |   |                             |                      |                |                |                  |                         |
| 3 | 3 | …And the Bag's in the River | I nie ma ptaszka     | Adam Bernstein | Vince Gilligan | 10 lutego 2008   | 5 kwietnia 2011         |
| Walt nadal ma dylemat co zrobić z Krazy-8, który ukryty w piwnicy powoli odzyskuje siły. Skyler obawia się, że nadmiar marihuany przyczynił się do nagłej przemiany osobowości Walta. Wkrótce kobieta porusza temat palenia trawki ze swoją siostrą, która nieopatrznie dochodzi do wniosku, że to jej bratanek nadużywa narkotyków. Marie prosi o pomoc Hanka, swojego męża, który jest agentem DEA.                           |   |                             |                      |                |                |                  |                         |
| 4 | 4 | Cancer Man                  | Rak                  | Jim McKay      | Vince Gilligan | 17 lutego 2008   | 12 kwietnia 2011        |
| Podczas rodzinnego grilla, Walt dzieli się z rodziną informacją o swojej chorobie. Rodzina postanawia znaleźć najwybitniejszego onkologa i pomóc Waltowi. Podczas briefingu po odnalezieniu samochodu Krazy-8, Hank dzieli się w pracy swoją teorią, że świat przestępczy w Albuquerque poszerzył się o nowych członków. Walt zastanawia się, czy powinien kontynuować współpracę z Jessem.                                     |   |                             |                      |                |                |                  |                         |
| 5 | 5 | Gray Matter                 | Gray Matter          | Tricia Brock   | Patty Lin      | 24 lutego 2008   | 19 kwietnia 2011        |
| Jesse stara się zdobyć legalną pracę i pozostawić handel narkotykami za sobą. Okazuje się, że jest zaledwie kilka ofert dla kogoś z wykształceniem i doświadczeniem jakim dysponuje. Po wizycie na imprezie urodzinowej u bardzo bogatego znajomego, Walt postanawia jednorazowo połączyć siły z Elliottem, który oferuje mu pracę. Walt Junior zwraca się z prośbą do wujka Hanka.                                             |   |                             |                      |                |                |                  |                         |
| 6 | 6 | Crazy Handful of Nothin'    | Z pustą ręką         | Bronwen Hughes | George Mastras | 2 marca 2008     | 26 kwietnia 2011        |
| Walter zaczyna odczuwać skutki uboczne chemioterapii. Przyjaciel Jessego – Skinny Pete, przedstawia go sprzedawcy nazywanemu Tuco. Niestety sprawy wymykają się spod kontroli i Jesse w efekcie ląduje w szpitalu. Walter potrzebuje więcej pieniędzy na swoje leczenie. Hank, bada maskę gazową znalezioną na pustyni. |   |                             |                      |                |                |                  |                         |
| 7 | 7 | A No-Rough-Stuff-Type Deal  | Żadnej mokrej roboty | Tim Hunter     | Peter Gould    | 9 marca 2008     | 3 maja 2011             |
| Walt zawiera umowę z Tuco, musi dostarczyć mu dwa funty metamfetaminy w nadchodzącym tygodniu. Niestety Jesse informuje Walta, że mogą mieć problemy ze zdobyciem kluczowego składnika. Mężczyznom udaje się wyprodukować jedną czwartą zamówienia, wobec czego Tuco domaga się wywiązania z umowy. Jesse jest przerażony, jednak Walt ma plan. Marie wyprawia przyjęcie z okazji nadchodzących narodzin dziecka dla Skyler.    |   |                             |                      |                |                |                  |                         |

### Sezon 2 (2009)
| № | #  | Tytuł              | Polski tytuł                   | Reżyseria         | Scenariusz                 | Premiera (AMC)   | Premiera w Polsce (Fox) |
| --- | -- | ------------------ | ------------------------------ | ----------------- | -------------------------- | ---------------- | ----------------------- |
| 8 | 1  | Seven Thirty-Seven | 737                            | Bryan Cranston    | J. Roberts                 | 8 marca 2009     | 10 maja 2011            |
| Walt uświadamia sobie, jak brutalny i nieobliczalny może być Tuco. Walt i Jesse postanawiają zakończyć swoje interesy z Tuco. Niestety obaj mają wrażenie, że mężczyzna obserwuje każdy ich ruch z czarnego samochodu terenowego. Hank ogląda nagranie z kamer monitoringu, nie zdając sobie sprawy, że na filmie są Walt i Jesse. oraz próbuje naprawić stosunki pomiędzy Skyler i Marie. |    |                    |                                |                   |                            |                  |                         |
| 9 | 2  | Grilled            | Jest gorąco                    | Charles Haid      | George Mastras             | 15 marca 2009    | 17 maja 2011            |
| Tuco porywa Walta i Jessego. Mężczyzna więzi ich w chacie na pustyni, gdzie sam ukrywa się i pielęgnuje chorego wujka. Szwagier Hank, wraz z grupą zwalczającą handel narkotykami rozpracowują organizację Tuco. Walt przygotowuje truciznę, którą stara się nakarmić porywacza. Tymczasem Skyler bardzo się niepokoi o Walta. Kobieta podejrzewa, że jego zniknięcie może mieć związek z Jessem. |    |                    |                                |                   |                            |                  |                         |
| 10 | 3  | Bit by a Dead Bee  | Użądlony przez martwą pszczołę | Terry McDonough   | Peter Gould                | 22 marca 2009    | 24 maja 2011            |
| Po tym, jak mężczyznom udaje się uciec od Tuco, Walt i Jesse muszą wytłumaczyć, dlaczego tak długo ich nie było. Walt ma pewien plan, wobec czego wspólnicy rozdzielają się. White idzie do supermarketu, przebiera się, po czym idzie do szpitala, w którym udaje, że nie pamięta co działo się z nim przez ostatnie kilka dni. Jesse wyznaje DEA, że weekend spędził z prostytutką. Policja jednak nie wierzy w jego historię. |    |                    |                                |                   |                            |                  |                         |
| 11 | 4  | Down               | Upadek                         | John Dahl         | Sam Catlin                 | 29 marca 2009    | 31 maja 2011            |
| Jesse zostaje bez pieniędzy, podczas gdy Walt ma wielkie kłopoty z opuszczeniem domu. Za każdym razem, gdy stara się gdzieś wyjść, Skyler zastanawia się gdzie i z kim jest. Rodzice Jessego mają już dość jego wybryków i nadużywania narkotyków, w związku z czym każą mu się wyprowadzić. Walt stara się naprawić więzi rodzinne, zaś Jesse zastanawia się jak odbudować swoje życie. |    |                    |                                |                   |                            |                  |                         |
| 12 | 5  | Breakage           | Przełamanie                    | Johan Renck       | Moira Walley-Beckett       | 5 kwietnia 2009  | 7 czerwca 2011          |
| Walt kontynuuje leczenie. Choć mężczyzna czuje się coraz lepiej, martwią go rachunki medyczne. Jesse staje na nogi i zaczyna spłacać swoje zobowiązania finansowe. Pinkman znajduje nowe lokum i zaczyna interesować się Jane Margolis, która mieszka obok. Walt i Jesse rozważają przejęcie interesów Tuco. Jesse zatrudnia ludzi do rozprowadzania towaru na ulicy. |    |                    |                                |                   |                            |                  |                         |
| 13 | 6  | Peekaboo           | A ku ku                        | Peter Medak       | J. Roberts, Vince Gilligan | 12 kwietnia 2009 | 14 czerwca 2011         |
| Skinny Pete zostaje oszukany przez narkomana. Dla Walta staje się oczywiste, że Jesse musi coś z tym zrobić, w przeciwnym razie staną się łatwym celem. Niestety chłopak nie jest efektywny w swych działaniach. Walt wraca do pracy, jednak nie wszystko idzie zgodnie z jego planem. Tymczasem Skyler odbiera telefon od Gretchen Schwartz, której dziękuje za pieniądze na leczenie męża. Jesse próbując odzyskać pieniądze od Spooge’a, staje się przypadkowym świadkiem morderstwa. |    |                    |                                |                   |                            |                  |                         |
| 14 | 7  | Negro y Azul       | Negro y Azul                   | Felix Alcala      | John Shiban                | 19 kwietnia 2009 | 21 czerwca 2011         |
| Walt stara się skontaktować z Jessem, który go unika od czasu spotkania ze Spooge’em. Walt decyduje się dostarczyć osobiście towar do swoich dealerów. Mężczyzna dowiaduje się, że reputacja Jessego jako zabójcy rozpowszechniła się, dzięki czemu nie ma problemu ze zbieraniem wierzytelności. Walt postanawia poszerzyć swoje terytorium. Skyler chce znaleźć pracę. |    |                    |                                |                   |                            |                  |                         |
| 15 | 8  | Better Call Saul   | Lepiej zadzwoń do Saula        | Terry McDonough   | Peter Gould                | 26 kwietnia 2009 | 28 czerwca 2011         |
| Walt i Jesse mają kolejny problem do rozwiązania. Okazuje się, że jeden z dealerów, przyjaciel Jessego – Badger, zostaje aresztowany. Mężczyźni zatrudniają Saula Goodmana – prawnika, który ma przekonać dealera, żeby nie wyjawiał tożsamości swoich pracodawców. Walt dowiaduje się, że lojalność ma swoją cenę. Hank dotkliwie odczuwa konsekwencje strzelaniny w Juarez. |    |                    |                                |                   |                            |                  |                         |
| 16 | 9  | 4 Days Out         | 4 dni                          | Michelle MacLaren | Sam Catlin                 | 3 maja 2009      | 5 lipca 2011            |
| Walt jest przekonany, że jego stan zdrowia ulega pogorszeniu. Mężczyzna kaszle krwią. Walt i Jesse umawiają się na pustyni na „gotowanie” podczas długiego weekendu. Jesse zostawia kluczyki w stacyjce i nieumyślnie rozładowuje akumulator w aucie. Mężczyźni pozostają na zimnej pustyni bez wody. Po raz kolejny chemiczne zdolności Walta ratują partnerów z opresji. |    |                    |                                |                   |                            |                  |                         |
| 17 | 10 | Over               | Koniec                         | Phil Abraham      | Moira Walley-Beckett       | 10 maja 2009     | 12 lipca 2011           |
| Pomimo dobrych wiadomości na temat swojego stanu zdrowia, Walt czuje się nieswojo i źle. Skyler organizuje przyjęcie, żeby uczcić dobre wiadomości i podziękować wszystkim swoim znajomym za wsparcie. Walt upija się i kłóci z Hankiem. White dzieli się optymistycznymi nowinami z Jessem i oznajmia mu, że po leczeniu prawdopodobnie zakończy swoją przestępczą karierę. Związek Jessego i Jane rozwija się. |    |                    |                                |                   |                            |                  |                         |
| 18 | 11 | Mandala            | Mandala                        | Adam Bernstein    | George Mastras             | 17 maja 2009     | 19 lipca 2011           |
| W obliczu szybkiej poprawy stanu zdrowia, lekarze Walta zalecają zabieg, jako ostateczny krok w zwalczeniu nowotworu. Leczenie będzie kosztować 170 tys. dolarów. Walt i Jesse mają jednak inny problem. Jeden z ich dealerów zostaje zastrzelony na ulicy. Mężczyźni muszą znaleźć nowy sposób na sprzedaż swoich produktów. Z pomocą przychodzi Saul Goodman, który aranżuje im spotkanie z dystrybutorem narkotyków – Gusem – prowadzącym sieć restauracji typu fast-food. |    |                    |                                |                   |                            |                  |                         |
| 19 | 12 | Phoenix            | Phoenix                        | Colin Bucksey     | John Shiban                | 24 maja 2009     | 26 lipca 2011           |
| Kiedy Skyler wychodzi do pracy, Walt musi doręczyć towar do osoby zainteresowanej zakupem za 1,2 miliona dolarów. Jesse i jego dziewczyna wspólnie biorą heroinę. Walt odwiedza naćpanego partnera. Jesse kolejnego dnia nie pamięta wizyty i zaczyna podejrzewać, że został okradziony. Ojciec Jane dowiaduje się, że jego córka wróciła do nałogu. Jane kona na oczach Walta, który nie udziela jej pomocy. |    |                    |                                |                   |                            |                  |                         |
| 20 | 13 | ABQ                | ABQ                            | Adam Bernstein    | Vince Gilligan             | 31 maja 2009     | 2 sierpnia 2011         |
| Walt zleca Saulowi, by ten zajął się sprawą śmierci Jane w taki sposób, by Jesse uniknął oskarżeń. Człowiek Saula poucza Jessego jak ma odpowiadać na pytania o okoliczności śmierci kobiety. Jesse jest załamany i popada w coraz gorsze towarzystwo, Walt postanawia mu pomoc tuż przed swoim zabiegiem. Podczas przygotowań do operacji mężczyzna dostaje środek relaksacyjny, po którym nieumyślnie przyznaje się Skyler do posiadania drugiego telefonu. Kobieta nabiera podejrzeń i udaje jej się zdemaskować większość kłamstw męża. Decyduje się od niego odejść. Ojciec Jane popełnia błąd w pracy, w wyniku którego nad domem Walta rozbijają się dwa samoloty. |    |                    |                                |                   |                            |                  |                         |

### Sezon 3 (2010)
| № | #  | Tytuł              | Polski tytuł       | Reżyseria         | Scenariusz                       | Premiera (AMC)   | Premiera w Polsce (Fox) |
| --- | -- | ------------------ | ------------------ | ----------------- | -------------------------------- | ---------------- | ----------------------- |
| 21 | 1  | No Más             | No Más             | Bryan Cranston    | Vince Gilligan                   | 21 marca 2010    | 9 sierpnia 2011         |
| Para meksykańskich morderców rozpoczyna polowanie na Walta. Społeczność Albuquerque przeżywa skutki katastrofy lotniczej. Walt zostaje wyrzucony z domu przez Skyler i zatrzymuje się w motelu, w którym wyjawia jej prawdę, iż jest producentem metamfetaminy. Walt odbiera Jessego z odwyku, ten z kolei obwinia się, iż przez to że doprowadził do śmierci Jane, jest pośrednio winny spowodowania katastrofy lotniczej przez jej ojca. Gus sprowadza Walta do swojej restauracji i oferuje mu 3 mln dolarów w zamian za 3 miesięczną produkcję narkotyków.                           |    |                    |                    |                   |                                  |                  |                         |
| 22 | 2  | Caballo sin Nombre | Caballo Sin Nombre | Adam Bernstein    | Peter Gould                      | 28 marca 2010    | 16 sierpnia 2011        |
| Walt zostaje zatrzymany przez policjanta z powodu pękniętej szyby. Następnie mężczyzna zostaje aresztowany za stawianie oporu. Walt zwraca się do Hanka z prośbą o pomoc. Jesse odkrywa, że rodzice wystawili dom na sprzedaż. Skyler nie wyjawia rodzinie powodu rozwodu. Junior postanawia przeprowadzić się do motelu. Jesse zatrudnia Saula, by ten szantażując jego rodziców nabył dla niego wystawioną na sprzedaż nieruchomość. |    |                    |                    |                   |                                  |                  |                         |
| 23 | 3  | I.F.T.             | Szczerość          | Michelle MacLaren | George Mastras                   | 4 kwietnia 2010  | 23 sierpnia 2011        |
| Walt wprowadza się do domu i mówi Skyler, że nie ma zamiaru odchodzić. Kobieta nie chce o tym słyszeć, jednak Junior jest zachwycony tym, że ojciec wrócił. Skyler wzywa policję, która ma wyrzucić Walta. Jesse nadal nie potrafi pogodzić się ze śmiercią swojej dziewczyny. Skyler rozważa otworzenie własnego interesu. Gus aranżuje spotkanie z meksykańskim kartelem, podczas którego okazuje się, iż kuzyni Tuco chcą jak najszybciej odebrać życie Waltowi. Gus kupuje mężczyźnie trochę czasu, narażając na szwank swoje relacje z Meksykanami. Zestresowany Hank odwiedza bar. |    |                    |                    |                   |                                  |                  |                         |
| 24 | 4  | Green Light        | Zielone światło    | Scott Winant      | Sam Catlin                       | 11 kwietnia 2010 | 30 sierpnia 2011        |
| Walt stara się trzymać fason, jednak wkrótce traci nad sobą kontrolę. Skyler przyznaje się do sypiania z Tedem Beneke. Kobieta ma wątpliwości co do swojego zachowania. Tymczasem Hank wierzy, że w końcu ma mocny ślad w śledztwie dotyczącym Heisenberga. Jesse sprzedaje Gusowi własną metamfetaminę. Ten zaś każe połowę pieniędzy za narkotyki przekazać Waltowi. Mike – człowiek Saula i Gusa – orientuje się, iż kartel lada chwila przystąpi do egzekucji Walta. |    |                    |                    |                   |                                  |                  |                         |
| 25 | 5  | Más                | Mas                | Johan Renck       | Moira Walley-Beckett             | 18 kwietnia 2010 | 6 września 2011         |
| Gus stara się namówić Walta na powrót do biznes, pokazując mu nowoczesne laboratorium gotowe do produkcji narkotyków. Hank popada w coraz większą obsesję, przestaje sypiać i nieustannie pracuje, przypadkowo znajduje powiązanie pomiędzy camperem a Jesse. |    |                    |                    |                   |                                  |                  |                         |
| 26 | 6  | Sunset             | Zachód słońca      | John Shiban       | John Shiban                      | 25 kwietnia 2010 | 13 września 2011        |
| Walt podpisuje dokumenty rozwodowe. Skyler chce porozmawiać z nim o tym, jak powinno wyglądać teraz ich wspólne wychowywanie Walta Juniora. Walt orientuje się, iż Hank wie o camperze – postanawia na własną rękę zniszczyć samochód, co doprowadza do sytuacji patowej: samochód zostaje oblężony przez Hanka a Walt i Jesse zamknięci w środku. Gus nękany przez Meksykanów, proponuje im zabicie Hanka zamiast Walta. |    |                    |                    |                   |                                  |                  |                         |
| 27 | 7  | One Minute         | Jedna minuta       | Michelle MacLaren | Thomas Schnauz                   | 2 maja 2010      | 20 września 2011        |
| Hank, wściekły po jego oszukaniu, bije do nieprzytomności Jessego, za co zostaje zawieszony w pracy. Walt proponuje Jessemu partnerstwo przy lekkim sprzeciwie Gusa. Meksykanie atakują Hanka na parkingu. |    |                    |                    |                   |                                  |                  |                         |
| 28 | 8  | I See You          | OIOM               | Colin Bucksey     | Gennifer Hutchison               | 9 maja 2010      | 27 września 2011        |
| Jesse zostaje zwolniony ze szpitala. Hank trafia na ostry dyżur w stanie krytycznym z czterema ranami postrzałowymi. Marie nie najlepiej znosi sytuację, obwinia szefa i partnera Hanka, ma również pewne pretensje do Walta. Gus postanawia rozprawić się z kartelem meksykańskim i przejąć w całości handel metamfetaminą w południowej części USA. |    |                    |                    |                   |                                  |                  |                         |
| 29 | 9  | Kafkaesque         | Kafkowsko          | Michael Slovis    | Peter Gould, George Mastras      | 16 maja 2010     | 4 października 2011     |
| Stan Hanka dalej jest bardzo poważny, jednak mężczyzna odzyskuje świadomość, grozi mu jednak kalectwo, jeżeli nie rozpocznie kosztownej rehabilitacji. Skyler proponuje Marii pieniądze Walta, który ten rzekomo miał wygrać w kasynie. Jessie podkrada z laboratorium drobne ilości mety, po to by sprzedać ją członkom grupy AN, z pomocą Skinny Pete’a i Badgera. |    |                    |                    |                   |                                  |                  |                         |
| 30 | 10 | Fly                | Mucha              | Rian Johnson      | Sam Catlin, Moira Walley-Beckett | 23 maja 2010     | 11 października 2011    |
| Walt nie chce dalej gotować, dopóki nie zostanie zabita mucha w laboratorium. Jesse zauważa, iż Walter jest przemęczony i podaje mu środki nasenne, po ich zażyciu mężczyzna decyduje się na chwilę szczerości i opowiada o nocy, podczas której zginęła Jane. |    |                    |                    |                   |                                  |                  |                         |
| 31 | 11 | Abiquiu            | Abiquiu            | Michelle MacLaren | John Shiban, Thomas Schnauz      | 30 maja 2010     | 18 października 2011    |
| Skyler proponuje Waltowi wspólne pranie pieniędzy i inwestycję w myjnie samochodową w zamian za odstąpienie od rozwodu. Jesse poznaje Andreę podczas spotkań grupy wsparcia. Dowiaduje się, kto zabił jego przyjaciela. Gus zaprasza Walta na kolację |    |                    |                    |                   |                                  |                  |                         |
| 32 | 12 | Half Measures      | Półśrodki          | Adam Bernstein    | Sam Catlin, Peter Gould          | 6 czerwca 2010   | 25 października 2011    |
| Andrea zdradza Jessemu informację o tym kto zabił Combo. Jesse postanawia się zemścić i zabić dealerów, którzy zlecili zabójstwo Combo, ci jednak pracują dla Gusa i pozostają pod jego opieką. Dochodzi do konfrontacji pomiędzy dealerami, Jesse, Waltem i Gusem. |    |                    |                    |                   |                                  |                  |                         |
| 33 | 13 | Full Measure       | Na całość          | Vince Gilligan    | Vince Gilligan                   | 13 czerwca 2010  | 1 listopada 2011        |
| Jesse ukrywa się przed Gusem, który chce go zabić. Gus zamierza również wyeliminować Walta, ale najpierw chce poznać jego formułę gotowania, w tym celu ponownie zatrudnia Gale’a, który ma nauczyć się metody Walta. Mike i Victor zabierają Walta do laboratorium, po to by wykonać egzekucję. Walt używa ostatniej karty przetargowej – dzwoni do Jessego i prosi go, by zabił Gale’a. |    |                    |                    |                   |                                  |                  |                         |

### Sezon 4 (2011)
| № | #  | Tytuł             | Polski tytuł    | Reżyseria         | Scenariusz                           | Premiera (AMC)      | Premiera w Polsce (Fox) |
| --- | -- | ----------------- | --------------- | ----------------- | ------------------------------------ | ------------------- | ----------------------- |
| 34 | 1  | Box Cutter        | Nóż do kartonu  | Adam Bernstein    | Vince Gilligan                       | 17 lipca 2011       | 7 lutego 2012           |
| Jesse zabija Gale’a. Na miejscu zbrodni pojawia się Victor, który porywa Jessego i zabiera do laboratorium, gdzie więziony jest także Walt. Do laboratorium dociera również Gus, który wysłuchuje próśb Walta o darowanie życia. Walt argumentuje, iż po śmierci Gale’a tylko on i Jesse mogą dalej gotować. Gus daje się przekonać i zabija Victora, który nie upilnował Gale’a. Hank dalej jest w złej kondycji, ale czyni nieznaczne postępy w rehabilitacji. Skyler po porwaniu Walta, na własną rękę stara się ustalić co się stało z mężczyzną. |    |                   |                 |                   |                                      |                     |                         |
| 35 | 2  | Thirty-Eight Snub | .38             | Michelle MacLaren | George Mastras                       | 24 lipca 2011       | 14 lutego 2012          |
| Walter kupuje rewolwer na czarnym rynku. Jesse przygnębiony ostatnimi wydarzeniami urządza 3-dniową imprezę, w trakcie jej trwania odbywa poważną rozmowę z Andreą. Walt za wszelką cenę chce spotkać się z Gusem, w tym celu próbuje wkupić się w łaski Mike’a, ten jednak reaguje agresywnie. Skyler próbuje odkupić od Bogdana myjnię, ten jednak mając złe wspomnienia o Walcie, podaje kobiecie nierealną cenę za swoją nieruchomość. Hank kontynuuje rehabilitację, podczas której jest w stanie z pomocą balkonika i terapeuty przejść kilka metrów, nową pasją mężczyzny stają jednak minerały, które w bardzo dużych ilościach sprowadza do domu. |    |                   |                 |                   |                                      |                     |                         |
| 36 | 3  | Open House        | Dom otwarty     | David Slade       | Sam Catlin                           | 31 lipca 2011       | 21 lutego 2012          |
| Skyler, Walt i Saul debatują o sposobie kupna myjni Bogdana. Skyler ostatecznie wymyśla sposób na kupienie myjni, który okazuje się być skuteczny. Kobieta chce jak najszybciej przystąpić do prania brudnych pieniędzy i wykazuje się w tym względzie ogromną determinacją. Dom Jessego przeistacza się w melinę, po tym jak zbiera się w nim coraz gorsze towarzystwo. Marie pod wpływem ogromnego stresu udaje się na oglądanie domów na sprzedaż, gdzie dokonuje drobnych kradzieży, za co zostaje zatrzymana. Hank musi użyć swoich znajomości, by pomóc żonie. Kolega Hanka przekazuje mu zeszyt Gale’a, w którym chemik prowadził swoje notatki na temat gotowania metamfetaminy. |    |                   |                 |                   |                                      |                     |                         |
| 37 | 4  | Bullet Points     | Naboje          | Colin Bucksey     | Moira Walley-Beckett                 | 7 sierpnia 2011     | 28 lutego 2012          |
| Skyler opracowuje cały scenariusz rozmowy z Hankiem i Marie, podczas której Walt ma się przyznać do wygranej w kasynie i kupna myjni samochodowej. Hank zdradza szwagrowi informacje na temat zabójstwa Gale’a. Jesse daje się okraść w swoim własnym domu, jego nieroztropność martwi Gusa, który poleca Mike’owi wyprostować chłopaka. |    |                   |                 |                   |                                      |                     |                         |
| 38 | 5  | Shotgun           | Strzelba        | Michelle MacLaren | Thomas Schnauz                       | 14 sierpnia 2011    | 6 marca 2012            |
| Kiedy Jesse nie przychodzi do pracy, Walt wpada w panikę, myśląc iż Gus kazał go zabić. Okazuje się jednak, iż Mike zabrał Jessego do pracy w terenie, podczas której mężczyzna celowo aranżuje napad na Jessego, tak aby mógł się on wykazać pomysłową obroną i podbudować swoje morale. Walt i Skyler kupują myjnię, po czym konsumują inwestycję. Skyler proponuje Waltowi powrót do domu, ten jednak nie będąc przekonany o swoim bezpieczeństwie boi się wrócić do rodziny na stałe. Hank jest pewny, iż Gale był Heisenbergiem, Walt po wypiciu sporej ilości wina, wyprowadza szwagra z błędu, twierdząc iż Gale był tylko naśladowcą a prawdziwy Heisenberg jest dalej na wolności. |    |                   |                 |                   |                                      |                     |                         |
| 39 | 6  | Cornered          | W róg           | Michael Slovis    | Gennifer Hutchison                   | 21 sierpnia 2011    | 13 marca 2012           |
| Walt budzi się z kacem. Skyler jest przekonana, że grozi mu niebezpieczeństwo. Mężczyzna uspokaja ją, że jest zbyt istotny dla organizacji przestępczej, aby mogło mu się coś stać. Skyler dojeżdża do Four Corners Monument, gdzie zastanawia się co dalej zrobić ze swoim życiem. Jedna z ciężarówek Gusa zostaje okradziona. Mike po raz kolejny pracuje z Jessem, przez co Walt przekupuje Meksykanki w myjni, by pomogły mu wysprzątać laboratorium. Walt odbiera od Bogdana klucze do myjni. |    |                   |                 |                   |                                      |                     |                         |
| 40 | 7  | Problem Dog       | Kłopotliwy pies | Peter Gould       | Peter Gould                          | 28 sierpnia 2011    | 20 marca 2012           |
| Hank przedstawia swoje pomysły w departamencie policji. Walt i Skyler zastanawiają się nad funkcjonowaniem systemu prania brudnych pieniędzy i myjnią samochodową. Mike i Jesse kontynuują wspólną pracę w tajemnicy. Skyler prosi Walta, aby ten oddał samochód, który kupił dla Juniora. Walt uważa, że jego życie jest w niebezpieczeństwie tak długo, jak żyje Gus. W obliczu wielu sprzecznych emocji, które nim targają, Jesse decyduje się wrócić do uczestniczenia w sesjach grupowych. |    |                   |                 |                   |                                      |                     |                         |
| 41 | 8  | Hermanos          | Hermanos        | Johan Renck       | Sam Catlin, George Mastras           | 4 września 2011     | 27 marca 2012           |
| Hank odkrywa odcisk palca Gusa Fringa w mieszkaniu Gale’a Boettichera. Jest to wystarczający dowód dla DEA i policji Albuquerque, aby wezwać Gusa na przesłuchanie. Gus przedstawia jednak bardzo wiarygodną historię, w którą wszyscy poza Hankiem wierzą. Hank prosi Walta by ten założył GPS pod Volvo Gustava. Walt prosi Jessego, by ten jak najszybciej zabił Gusa. Jesse nie ma jednak ku temu okazji. Gus odwiedza Hectora i cofa się pamięcią do ich spotkania sprzed laty, które miało fatalny finał. |    |                   |                 |                   |                                      |                     |                         |
| 42 | 9  | Bug               | Pluskwa         | Terry McDonough   | Moira Walley-Beckett, Thomas Schnauz | 11 września 2011    | 3 kwietnia 2012         |
| Hank powoli zbliża się do wyjaśnienia roli Gusa w sprzedaży i produkcji metamfetaminy. Walt sabotuje pracę szwagra i jednocześnie naciska na Jessego, by ten jak najszybciej zabił Gusa. Tymczasem Gus składa Jessemu propozycję dalszej współpracy. |    |                   |                 |                   |                                      |                     |                         |
| 43 | 10 | Salud             | Salud           | Michelle MacLaren | Peter Gould, Gennifer Hutchison      | 18 września 2011    | 10 kwietnia 2012        |
| Jesse, Gus i Mike lecą do Meksyku, gdzie Jesse ma przygotować metamfetaminę według receptury Walta dla Don Eladio – bossa kartelu narkotykowego. Gus realizuje w Meksyku pieczołowicie zaplanowaną zemstę, w wyniku której zabija całe kierownictwo kartelu. |    |                   |                 |                   |                                      |                     |                         |
| 44 | 11 | Crawl Space       | Pod podłogą     | Scott Winant      | George Mastras, Sam Catlin           | 25 września 2011    | 17 kwietnia 2012        |
| Hank dowiaduje się o pralni i prosi Walta by ten go do niej zawiózł, ten jednak specjalnie powoduje wypadek samochodowy, po to by szwagier nie odkrył laboratorium. Skyler nasyła na Teda ludzi Saula, którzy mają go zmusić do zapłaty grzywny Urzędowi Skarbowemu – sprawy przybierają jednak zły obrót i Ted ulega wypadkowi. Walt nachodzi Jessego i prosi go o to, by uratował mu życie i ocalił przed Gusem. Chwilę potem ludzie Gusa wywożą Walta na pustynię, gdzie Gus przekazuje mu informację, iż jego godziny są policzone. Informuje go również, iż zamierza zabić Hanka. Walt chce jak najszybciej zniknąć wraz z rodziną, okazuje się jednak, iż Skyler wydała za dużo pieniędzy próbując ratować Teda – co uniemożliwia przybranie nowej tożsamości. Walt błaga Saula by ten ostrzegł anonimowo DEA, iż Hank zostanie wkrótce zamordowany. |    |                   |                 |                   |                                      |                     |                         |
| 45 | 12 | End Times         | Ku końcowi      | Vince Gilligan    | Thomas Schnauz, Moira Walley-Beckett | 2 października 2011 | 24 kwietnia 2012        |
| Skyler, Walter Junior i mała Holly przeprowadzają się do Hanka i Marie, gdzie urządzono areszt prewencyjny. Walt postanawia zostać w rodzinnym domu, gdzie barykaduje się w oczekiwaniu na kolejny ruch Gusa. Do szpitala trafia Brock, który został zatruty, Jesse myśli, iż Walt podał mu rycynę, ten jednak zaprzecza. Walt podkłada bombę pod samochodem Gusa. |    |                   |                 |                   |                                      |                     |                         |
| 46 | 13 | Face Off          | Twarzą w twarz  | Vince Gilligan    | Vince Gilligan                       | 9 października 2011 | 1 maja 2012             |
| Saul podpowiada Waltowi i Jessemu, iż Gus cyklicznie odwiedza Hectora Salamancę w domu spokojnej starości – po to by go dręczyć psychicznie. Walt postanawia użyć starca jako przynęty wobec Gusa. Plan Walta udaje się, w wyniku eksplozji Gus ginie. Brock zdrowieje. Ostatnia scena odcinka sugeruje, iż został otruty przez Walta po to, by sprowokować Jessego do działania. Walt i Jesse niszczą laboratorium w pralni. |    |                   |                 |                   |                                      |                     |                         |

### Sezon 5 (2012-2013)
| № | #  | Tytuł            | Polski tytuł                        | Reżyseria         | Scenariusz           | Premiera (AMC)   | Premiera w Polsce (Fox) |
| Część I |    |                  |                                     |                   |                      |                  |                         |
| --- | -- | ---------------- | ----------------------------------- | ----------------- | -------------------- | ---------------- | ----------------------- |
| 47 | 1  | Live Free or Die | Żyj wolnym lub zgiń                 | Michael Slovis    | Vince Gilligan       | 15 lipca 2012    | 11 grudnia 2012         |
| Walt boryka się z następstwami eksplozji Casa Tranquila. Mężczyzna pamięta o kamerach, z których w laboratorium korzystał Gus, zwraca się więc z prośbą o pomoc do Mike’a. Pomiędzy Waltem i Jessem dochodzi do pojednania. Hank odwiedza spalone laboratorium, w dalszym ciągu pracując nad zakończeniem śledztwa dotyczącego Gusa. Mike, Jesse i Walt niszczą obciążające ich dowody. Skyler odwiedza Teda, który jest w fatalnym stanie – mężczyzna jednak zarzeka się, iż nikomu nie powie, że Skyler nasłała na niego bandytów. |    |                  |                                     |                   |                      |                  |                         |
| 48 | 2  | Madrigal         | Madrigal                            | Michelle MacLaren | Vince Gilligan       | 22 lipca 2012    | 18 grudnia 2012         |
| W Niemczech, szef międzynarodowej firmy zajmującej się barami szybkiej obsługi, w tym także restauracją z kurczakami należącą do Gusa, popełnia samobójstwo. Dzieje się to w momencie, kiedy policja stara się go przesłuchać. Jesse prosi Walta by ten pomógł mu odszukać zatrutego papierosa. Walt podrzuca mu go, ale zamienia truciznę na sól. Niemiecki koncern zatrudnia Lydię Rodarte-Quayle, aby zajęła się ludźmi Gusa. Kobieta spotyka się z Mikiem i poleca mu wyeliminowanie jego byłych współpracowników, kiedy mężczyzna odmawia – Lydia zleca zabicie jego i całej jego ekipy. |    |                  |                                     |                   |                      |                  |                         |
| 49 | 3  | Hazard Pay       | Koszty odziedziczone                | Adam Bernstein    | Peter Gould          | 29 lipca 2012    | 8 stycznia 2013         |
| Walt i Jesse wcielają w życie nowy biznesplan razem z Mikiem i Saulem. Walt wpada na pomysł dotyczący lokalizacji laboratoriów, wiąże się on jednak ze sporymi utrudnieniami i kosztami. Podczas pierwszego podziału pieniędzy dochodzi do kłótni pomiędzy Waltem i Mike. Skyler popada w depresję. Jesse podejmuje ważną decyzję związaną z życiem osobistym. Hank powraca do pracy. |    |                  |                                     |                   |                      |                  |                         |
| 50 | 4  | Fifty-One        | Pięćdziesiąt jeden                  | Rian Johnson      | Sam Catlin           | 8 sierpnia 2012  | 15 stycznia 2013        |
| Rodzina świętuje 51. urodziny Walta. Skyler odgrywa przed Hankiem i Marie próbę samobójczą, przez co Holly i Walt Junior przeprowadzają się do wujostwa. |    |                  |                                     |                   |                      |                  |                         |
| 51 | 5  | Dead Freight     | Pusta przestrzeń                    | George Mastras    | George Mastras       | 12 sierpnia 2012 | 22 stycznia 2013        |
| Mike porywa Lydię i zamierza ją zabić, ponieważ uważa, iż kobieta sama podłożyła nadajnik GPS pod beczkę z metyloaminą. Jesse jest przeciwny takiemu rozwiązaniu, a Walt decyduje się na sprawdzenie faktów, w tym celu udaje się z wizyta do nowego biura Hanka, aby podłożyć pluskwy.. Zespół poszukujący metyloaminy w dalszym ciągu nadal prowadzi śledztwo. Mike, Jesse Walt i Todd z pomocą Lydii organizują napad na pociąg, który przewozi metyloaminę kupioną w Chinach. Dzieci w dalszym ciągu pozostają pod opieką Hanka i Marie, co wywołuje u Juniora gniew i frustrację. |    |                  |                                     |                   |                      |                  |                         |
| 52 | 6  | Buyout           | Wykup                               | Colin Bucksey     | Gennifer Hutchison   | 19 sierpnia 2012 | 29 stycznia 2013        |
| Po tym jak Todd zabija niewinne dziecko, Jesse ma dość i postanawia odejść. Wspiera go Mike, który jest śledzony przez DEA i czym prędzej chce opuścić interes. Walt jest załamany postawą partnerów. Mike zawiera umowę z kartelem z Phoenix, którym chce sprzedać 1000 galonów metyloaminy w zamian za 15 mln dolarów, Walt jednak nie zgadza się na to. Skyler jest w coraz gorszej formie psychicznej, Walt dodatkowo uprzykrza żonie życie zapraszając do domu Jessego na kolację. |    |                  |                                     |                   |                      |                  |                         |
| 53 | 7  | Say My Name      | Powiedz moje imię                   | Thomas Schnauz    | Thomas Schnauz       | 26 sierpnia 2012 | 5 lutego 2013           |
| Walt pozwala Mike’owi odejść po tym jak sam dogaduje się z kartelem z Phoenix i zawiera z nimi umowę. Jesse nie ma jednak ochoty na dalszą współpracę i gotowanie dla kartelu, Walt po wyczerpaniu wszystkich metod perswazji wobec partnera, postanawia nauczyć gotowania Todda, który docelowo ma zastąpić Jessego. Prawnik, który na zlecenie Mike opłaca 9 jego byłych ludzi zostaje zatrzymany przez DEA i decyduje się wydać Mike’a. Walt domaga się od Mike’a, by ten dał mu listę 9 swoich pracowników, kiedy mężczyzna odmawia – Walt strzela do niego. |    |                  |                                     |                   |                      |                  |                         |
| 54 | 8  | Gliding Over All | Prześlizgując się nad tym wszystkim | Michelle MacLaren | Moira Walley-Beckett | 2 września 2012  | 5 lutego 2013           |
| Walt z pomocą Todda rozpuszcza ciało Mike’a w beczce, a następnie zawiera umowę z Lydią na mocy której kobieta zdradza mu nazwiska 9 osób z listy Mike’a. Walt zleca 9 egzekucji, po czym rozpoczyna gotowanie dla Lydii, która sprzedaje metamfetaminę do Czech. Po zarobieniu bardzo dużych pieniędzy, Walt decyduje się odejść z biznesu, spłacić Jessego i sprowadzić dzieci do siebie. Hank przypadkowo powiązuje Walta z Gale’em. |    |                  |                                     |                   |                      |                  |                         |
| Część II |    |                  |                                     |                   |                      |                  |                         |
| 55 | 9  | Blood Money      | Krwawa forsa                        | Bryan Cranston    | Peter Gould          | 11 sierpnia 2013 | 30 października 2013    |
| Jesse chce oddać swoje pieniądze rodzinie zabitego przez Todda chłopaka oraz wnuczce Mike’a. Walt manipuluje swoim były partnerem i wmawia mu, iż Mike żyje i sam może się zatroszczyć o dobre swojej wnuczki. Hank idzie na zwolnienie lekarskie, podczas którego rozszyfrowuje udział Walta w produkcji metamfetaminy. Walt prosi szwagra by ten dał mu spokój, ze względu na nawrót raka. |    |                  |                                     |                   |                      |                  |                         |
| 56 | 10 | Buried           | Pod ziemią                          | Michelle MacLaren | Thomas Schnauz       | 18 sierpnia 2013 | 6 listopada 2013        |
| Hank nie może znaleźć żadnych dowodów obciążających Walta. Saul sugeruje Waltowi zabicie szwagra – jednak ten zdecydowanie odmawia. Lydia wynajmuje Todda i jego kompanów by zabić chłopaków z Phoenix i przejąć ich laboratorium. |    |                  |                                     |                   |                      |                  |                         |
| 57 | 11 | Confessions      | Wyznania                            | Michael Slovis    | Gennifer Hutchinson  | 25 sierpnia 2013 | 13 listopada 2013       |
| Marie domaga się od Walta by ten popełnił samobójstwo. Walt wraz z Skyler tworzą obciążający Hanka film, w których to Walt oskarża szwagra o to, iż był szefem narkobiznesu. Hank mając związane ręce ulega tymczasowo szantażowi. Jesse dowiaduje się przypadkiem od Saula, iż Walt otruł Brocka. |    |                  |                                     |                   |                      |                  |                         |
| 58 | 12 | Rabid Dog        | Wściekły pies                       | Sam Catlin        | Sam Catlin           | 1 września 2013  | 20 listopada 2013       |
| Hank przechwytuje Jessego i wspólnie z Gomezem przekonuje go do współpracy. Saul i Skyler niezależnie od siebie namawiają Walta by ten jak najszybciej zabił Jessego. Walt ostatecznie decyduje się na zlecenie zabójstwa, dzwoni do Todda i prosi o spotkanie z wujkiem Jackiem. |    |                  |                                     |                   |                      |                  |                         |
| 59 | 13 | To’hajiilee      | To’hajiilee                         | Michelle MacLaren | George Mastras       | 8 września 2013  | 27 listopada 2013       |
| Todd w roli kucharza nie spełnia oczekiwań Lydii. Walt przychodzi do wujka Jacka i prosi o szybkie zabicie Jessego, Jack podejmuje się zlecenia, ale stawia warunek: Walt musi podszkolić Todda w gotowaniu. Hank wraz z Jesse i Gomezem zwabiają Walta na pustynię. Walt nie wiedząc, iż w akcję zaangażowany jest jego szwagier dzwoni po Jacka. |    |                  |                                     |                   |                      |                  |                         |
| 60 | 14 | Ozymandias       | Ozymandiasz                         | Rian Johnson      | Moira Walley-Beckett | 15 września 2013 | 4 grudnia 2013          |
| Po strzelaninie w Tohajiilee ginie Steve Gomez, zaś Hank jest ranny w nogę. Walt błaga o życie szwagra oferując 80 mln dolarów, które zakopał w beczkach. Bezskutecznie, ponieważ Jack morduje Hanka i zabiera 6/7 pieniędzy Walta, pozostawiając go z 11 mln dolarów. Podczas tych wydarzeń Jesse chowa się pod autem Walta, ten jednak dostrzega go i każe Jackowi zabić byłego partnera. Todd sugeruje wujkowi aby zabrać Jessego i go przesłuchać, a dopiero później zabić – na co przystaje i Jack, i Walt. Jesse dostaje się do niewoli i jest zmuszany do gotowania metamfetaminy dla Jacka i Lydii. Marie przekonuje Skyler by powiedzieć prawdę Waltowi juniorowi. Kiedy Walt próbuje zabrać całą rodzinę w bezpieczne miejsce Skyler atakuje go nożem, a Walt junior staje po jej stronie i wzywa policję. Walt musi ewakuować się z miasta samemu. |    |                  |                                     |                   |                      |                  |                         |
| 61 | 15 | Granite State    | Granitowy stan                      | Peter Gould       | Peter Gould          | 22 września 2013 | 11 grudnia 2013         |
| Saul postanawia zmienić tożsamość i wynieść się z miasta. Walt rozpoczyna nowe życie w domku w New Hampshire, do którego co miesiąc Ed (człowiek Saula specjalizujący się w nadawaniu ludziom nowych tożsamości) przywozi mu żywność, leki i gazety. Po miesiącach w samotności, Walt decyduje się na powrót do Nowego Meksyku i zakończenie swoich spraw. Jesse próbuje uciec od Jacka i Todda – zostaje złapany; Todd zabiera go do Andrei i każe mu patrzeć na jej śmierć. |    |                  |                                     |                   |                      |                  |                         |
| 62 | 16 | Felina           | Felina                              | Vince Gilligan    | Vince Gilligan       | 29 września 2013 | 18 grudnia 2013         |
| Walt odwiedza Eliotta i Gretchen i dostarcza im pieniądze, a następnie wymusza podarowanie ich Waltowi juniorowi na jego 18 urodziny. Walt żegna się ze Skyler i Holly a następnie udaje do Jacka aby dokonać zemsty, wcześniej zaś truje rycyną Lydię. Waltowi udaje się zabić ludzi Jacka i uwolnić Jessego. Jesse morduje Todda, a Walt Jacka. W wyniku strzelaniny Walt zostaje postrzelony i wkrótce umiera w laboratorium Jacka. |    |                  |                                     |                   |                      |                  |                         |